# Cunziria

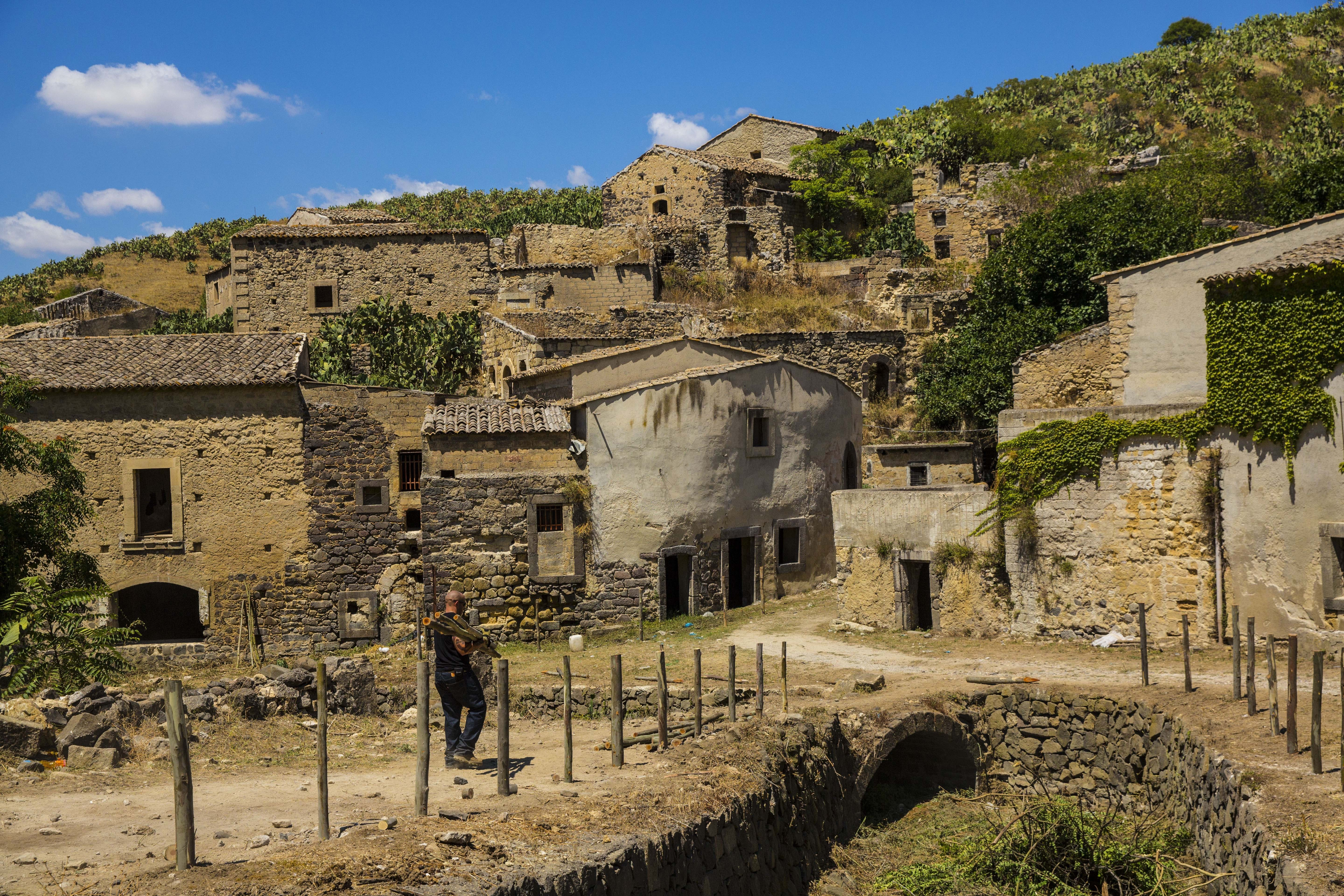
La Cunziria

La Cunziria è un vecchio borgo del settecento a Vizzini, Sicilia. Il luogo è divenuto palcoscenico naturale per rappresentazioni teatrali.

## Storia

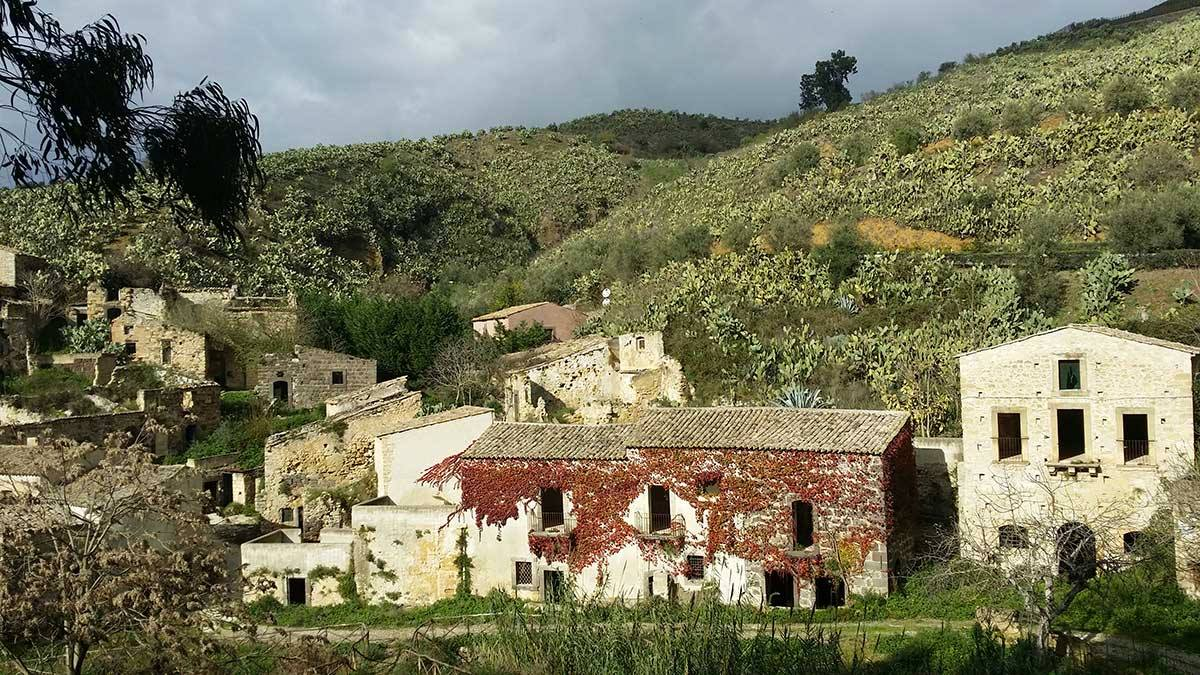
L'antico borgo Cunziria a Vizzini

Nel luogo sorgevano delle casupole, costruite in pietra locale di colore ferrigno, disposte sulle collinette che per la loro esposizione al sole favorivano l'essiccazione delle pelli che venivano lavorate. La tessitura muraria e le concezioni volumetriche, ma soprattutto il dettaglio architettonico, laddove ancora visibile, è strettamente legato alle tradizioni costruttive di questa parte della Sicilia. Grazie alla sorgente vicina, vi è abbondanza di tannino, estratto dalla pianta di sommacco, prezioso per il procedimento artigianale. La pulitura e il trattamento avveniva all'interno di vasche scavate nella roccia, alcune delle quali poi interrate, ed oggi nuovamente visibili grazie a recenti scavi. Esso rappresenta un esempio di architettura rurale e della cultura agricola dell’epoca. Ad oggi, rimangono i ruderi della chiesetta di Sant'Eligio, che pare risalire all'epoca romana, e sorta successivamente la trasformazione della chiesetta antica di Sant'Angelo. L’attività della Conceria comincia il suo declino intorno alla fine degli anni ’20 del novecento fino agli anni ’60, quando la pratica della concia venne definitivamente abbandonata. Il luogo è di grande di suggestione grazie al suo decentramento all'interno di una vallata aperta con lo sfondo degli altipiani ricoperti da manti di fico d’india.

## Il fascino
La Cunziria divenne lo scenario di quel famoso Duello Rusticano narrato da Giovanni Verga, ma fu anche il luogo romantico vissuto segretamente da Turiddu e Lola. La leggenda narra di come i due amanti si incontrassero in quelle notti di luna piena, del loro consumare alle beffe di Alfio, marito della donna. Ma il loro osare fu ben presto scoperto, le voci si sparsero nel paese raggiungendo anche del carrettiere licodiano appena rientrato da Francofonte. L’uomo sentendosi disonorato sfidò il giovane in uno scontro che rimarrà nella storia. Un triangolo amoroso che lo scrittore verista ripropose nella sua novella, amplificandone toni passioni, sentimenti di una terra che continua ad affascinare per tradizioni e folklore.

## Set
Era il 1983 quando il luogo divenne il set della trasposizione cinematografica del Maestro Franco Zeffirelli. Il regista fiorentino ne celebra lo splendore in uno dei film che definisce "uno strano misto di finzione teatrale e realtà della vita contadina, un flusso e riflusso del teatro nella verità e della verità nel teatro". L’infedeltà di Lola e la gelosia che scatena l’ira di Santuzza si manifesta lungo lo scenario di una suggestione esotica e architettonica che catturano lo spettatore. Una Sicilia con i suoi colori, passioni ed espressioni violente e atteggiamenti irruenti. Personaggi, simbolo di una storica sicilianità, anziani taciturni con la coppola, lavandaie al fiume, il processo della devozione, costumi tipici di una società riservata e misteriosa. È il 1996 è la volta da Gabriele Lavia che fa dello scenario verghiano la location de La Lupa. Un racconto che approfondisce le dinamiche psicologiche dei personaggi, in un clima minaccioso e tetro, attorno a un paesaggio fermo nel tempo, una società arcaica dove si intravedono, uomini, donne intente a lavorare i campi in uno stato di ripetizione continua. Un abisso di immobilità che viene squarciato dalla provocazione sessuale di una donna famelica e della sua smaniosa carnalità.

## Riqualificazione artistica

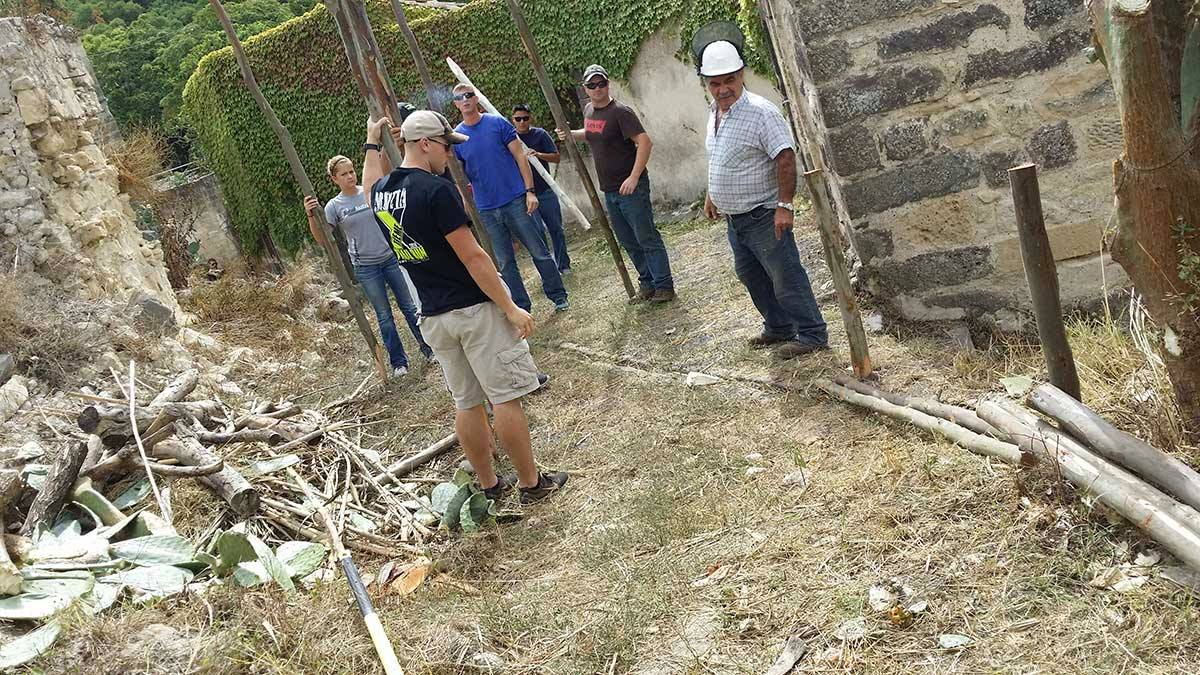
Il contributo dei Marines nella requalificazione del borgo

A quasi 20 anni dalla pellicola il luogo torna a rivivere grazie all'impegno del regista Lorenzo Muscoso che inventa un nuovo modo di concepire il posto. Un teatro scenico all'aria aperta dove poter rappresentare delle suggestive messe in scena. Rielabora la Cavalleria Rusticana attribuendogli il nome de “Il Duello” che inaugura il 25 aprile in occasione della Festa dei Sapori e Saperi con una partecipazione di quasi 2000 persone. Un momento che rimarrà nella storia del borgo e in quella del paese vizzinese. Il suo lavoro continua nel tentativo di riqualificare il villaggio e istituisce il progetto “Marines meet Verga”  e due anni dopo il “Marines Revisit Verga”, un accordo tra la sua organizzazione e la base Americana di Sigonella, il Comune di Vizzini e l’Azienda Foreste, per un intervento di bonifica dell’antico Borgo. L’operazione ha gran successo documentata da numerosi editoriali tra i cui Rai, La Repubblica e l’Ansa. Muscoso ottiene anche un Encomio da parte del Comando Generale dei Marines consegnatogli dal Generale in una solenne Cerimonia organizzata presso Sigonella. 

## Rappresentazioni Teatrali

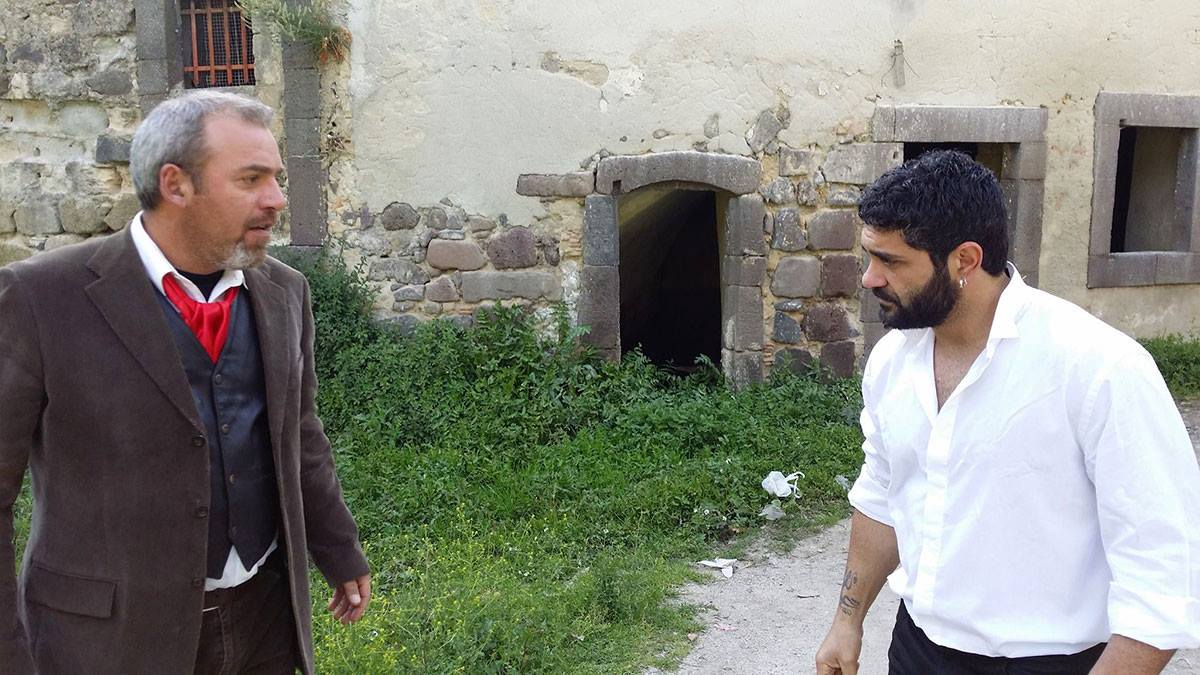
Alfio e Turiddu nella rappresentazione teatrale de “Il Duello”, regia di Lorenzo Muscoso

Il Duello rappresenta l’iniziazione di un esperimento artistico denominato dall'artista “Motion Theatre” e che unisce il cinema al teatro, mediante l’utilizzo di schermi giganti, soundtrack e movimenti attoriali lungo la grande scenografia. Segue, poi, Romanzo Verghiano, un viaggio itinerante tra i quartieri del borgo dove si incontrato i vari personaggi delle celebri novelle e il Presepe Verghiano, originale messa in scena della Natività all'interno del mondo Verghiano, definita dalla RAI intuizione unica e particolare, resa suggestiva anche dalla grande illuminazione della vallata.